# Comuna Vlădești, Vâlcea
Vlădești este o comună în județul Vâlcea, Oltenia, România, formată din satele Fundătura, Pleașa, Priporu, Trundin și Vlădești (reședința).
Comuna Vladesti a luat nastere in sec XVI cand o famile de boieri au venit sa isi stapaneasca pamantul si acestia au dat denumirea de Vladesti..cu ei au luat servitorii si alti cunoscuti si asa s-a populat comnua Vladesti.Ea este renumita pentru olarit.Aici se intalneste Casa din Vladesti "(jud. Valcea) in Muzeul Civilizatiei Populare Traditionale „Astra "
In luna noiembrie a anului 2006, a fost transferat in cadrul Muzeului din Dumbrava Sibiului (si reconstruit in cursul anului 2008), un monument de cea mai mare valoare etnografica si documentar-istorica: casa tip cula din Vladesti (J.Valcea). Achizitionata de la familia Mihaescu Gheorghe, ultimul descendent, in linie masculina, al unei familii de preoti si notari, de profesie zidar, casa se incadreaza in tiparul arhitectural specific zonei colinare, pomicole, a Valcei din sec. XVIII-XIX.Casa din Vladesti "(jud. Valcea) in Muzeul Civilizatiei Populare Traditionale „Astra " .
Dezvoltarea deosebita a acestei comune a început cu anul 2004, când la conducerea Primăriei Vădești a fost ales după o lupta politica strânsa Constantin Ruxandra, care împreuna cu viceprimarul Sorin Gheorghe Ghiță au accesat primele fonduri europene preaderare și au realizat o rețea de apă potabilă comunală de 21 km la care s-au branșat locuitorii comunei.  
În anul 2006, în urma unui nefericit accident rutier, primarul Constantin Ruxanda a decedat, fiind urmat la conducerea localității de Sorin Gheorghe Ghiță. Având experiența acumulată în primii doi ani alături de Constantin Ruxanda, noul primar, fără susținere politică la acea perioadă, mai depune un număr impresionant de proiecte finanțate de la bugetul UE, din care este aprobat un proiect integrat de doua milioane de euro prin care sunt începute lucrările de asfaltare a principalelor străzi din comună, se continuă rețeaua de apă și canalizare, se construiește o grădiniță nouă cu program prelungit, dispensar medical, farmacie și un atelier de olărit. Toate aceste realizări au dus la realegerea lui Sorin Gheorghe Ghiță la conducerea Primăriei Vlădești până în anul 2017.
Astfel în perioada 2006-2016 au fost realizate următoarele:
1.       Drumuri 
1.1.        Drumuri asfaltate - 28 km: Principalele drumuri asfaltate care fac legătura intre DN64A și satele componente ale comunei Vlădești – „Valea Ursului”  de la intersecția cu drumul național până la Manăstirea Sfântul Nectarie (Lacul Frumos), „Priporu”, „Bogoslovești”, „Țînțulești”, „Dosul cu Morile”.
1.2.        Drumuri betonate: „Uțești”,  „La Chirilă”, „Mazilu”, „La Ioniță”, „Săndulache” și altele
1.3.        Alei Pietonale: DN 64A – 3 Km, Centru – 0,5Km
2.       Rețele de utilități – 25 km
2.1.        Rețea de apă potabilă satele Vlădești, Priporu, Fundătura – 25 km
2.2.        Rețea de apă uzată satele Vlădești și Priporu – 25km
3.       Modernizare Școala cu clasele I-VIII Vlădești – Corp A
4.       Modernizare Școala cu clasele I-VIII Vlădești – Corp B
5.       Modernizare Cămin Cultural Vlădești – realizare atelier de olărit, sală de spectacole, bibliotecă
6.       Amenajare și realizare spații pentru farmacie, cabinet stomatologic, dispensar medical, frizerie
7.       Construire și amenajare grădiniță cu program prelungit
8.       Construire stadion sportiv cu gazon de 100m x 50m, vestiare, tribune
9.       Construire stadion cu gazon sintetic 44m x 22m la Școala Vlădești
10.  Realizare parcări betonate la Primăria Vlădeșri, Căminul Cultural Vlădești și Școala Vlădești
11.  Realizare clădire anexă Primăria Vlădești
12.  Implementare sistem informatic și realizare Serviciul Public Comunitar Local de Evidentă al Persoanelor Vlădești
13.  Captare izvor de apa și realizare parculeț cu destinație publică pe DN64A, Vlădești-Olănești
14.  Realizare proiect pentru cereri de finanțare prin PNDL 1 care au fost aprobate pentru amenajarea de drumuri locale (executate în proporție de 25%), pod peste râul Olănești, modernizare școala.
15.  Alte investiții: dotarea școlii din Vlădești cu două microbuze pentru transportul elevilor, modernizarea sistemului de iluminat public și montarea a 250 lămpi stradale noi eficiente energetic, realizarea unei punți pietonale peste râul Olănești.  
Toate aceste realizări au dus la o creștere a interesului locuitorilor din municipiul Râmnicu Vâlcea pentru terenurile din comuna Vlădești. Până in anul 2017 populația comunei a ajuns la cca 3400 de locuitori. Totodată numărul caselor de locuit s-a dublat față de anul 2004.
În anul 2017 la conducerea localității a fost ales Cosac Adrian care a continuat proiectele demarate de Sorin Gheorghe Ghiță, dar a realizat și altele noi, astfel încât în anul 2020 a fost reales la conducerea localității.
Dintre realizările din perioada 2017-2020 putem să amintim:
1. A fost asfaltat drumul sătesc din Fundătura - 1,5 km
2. Au fost asfaltate mici drumuri de interes local care fac legătura cu drumurile comunale sau naționale - 1,5 km
3. A fost finalizat podul peste râul Olănești
4. Realizare Centru de zi în localitatea Priporu.
5. Realizare proiect și solicitare prin CNI pentru construirea unei săli de sport lângă Școala cu clasele I-VIII Vlădești
6. Realizare proiect pentru cereri de finanțare prin PNDL II care au fost aprobate pentru amenajarea de drumuri locale 3,5 km
7. Au fost realizate lucrări de amenajare a Școlii cu clasele I-VIII Vlădești, corp A și B
8. Au fost continuate lucrările de modernizare a iluminatului public stradal și au fost înlocuite toate lămpile vechi cu unele noi eficiente energetic.
9. A fost demarat un proiect în parteneriat cu Consiliul Județean Vâlcea pentru construirea unei baze de agrement.

Toate aceste realizări care au început cu anul 2004 a avut ca rezultat situarea Comunei Vlădești în anul 2020 pe primul loc în lista comunelor din Vâlcea cu cel mai ridicat nivel de trai. Includerea Comunei Vlădești în zona metropolitană a dus la o migrație a locuitorilor din municipiul Rm.Vâlcea către această comună, care în următorii ani poate să ajungă la un număr de cca 5000 de locuitori, fiind singura comună din județul Vâlcea cu creștere demografică între două recensăminte ale populației.

## Demografie
Componența etnică a comunei Vlădești
     Români (90,45%)
     Alte etnii (0,57%)
     Necunoscută (8,98%)
Componența confesională a comunei Vlădești
     Ortodocși (89,37%)
     Alte religii (1,02%)
     Necunoscută (9,61%)
Conform recensământului efectuat în 2021, populația comunei Vlădești se ridică la 3.330 de locuitori, în creștere față de recensământul anterior din 2011, când fuseseră înregistrați 2.883 de locuitori. Majoritatea locuitorilor sunt români (90,45%), iar pentru 8,98% nu se cunoaște apartenența etnică. Din punct de vedere confesional, majoritatea locuitorilor sunt ortodocși (89,37%), iar pentru 9,61% nu se cunoaște apartenența confesională.

## Politică și administrație
Comuna Vlădești este administrată de un primar și un consiliu local compus din 13 consilieri. Primarul, Adrian Cosac[*], de la Partidul Social Democrat, este în funcție din octombrie 2020. Începând cu alegerile locale din 2024, consiliul local are următoarea componență pe partide politice:
|  | Partid                    | Consilieri | Componența Consiliului | Componența Consiliului | Componența Consiliului | Componența Consiliului | Componența Consiliului | Componența Consiliului | Componența Consiliului |
|  | ------------------------- | ---------- | ---------------------- | ---------------------- | ---------------------- | ---------------------- | ---------------------- | ---------------------- | ---------------------- |
|  | Partidul Social Democrat  | 7          |                        |                        |                        |                        |                        |                        |                        |
|  | Partidul Puterii Umaniste | 2          |                        |                        |                        |                        |                        |                        |                        |
|  | Partidul Național Liberal | 2          |                        |                        |                        |                        |                        |                        |                        |
|  | Forța Dreptei             | 2          |                        |                        |                        |                        |                        |                        |                        |